# Palau reial d'Estocolm

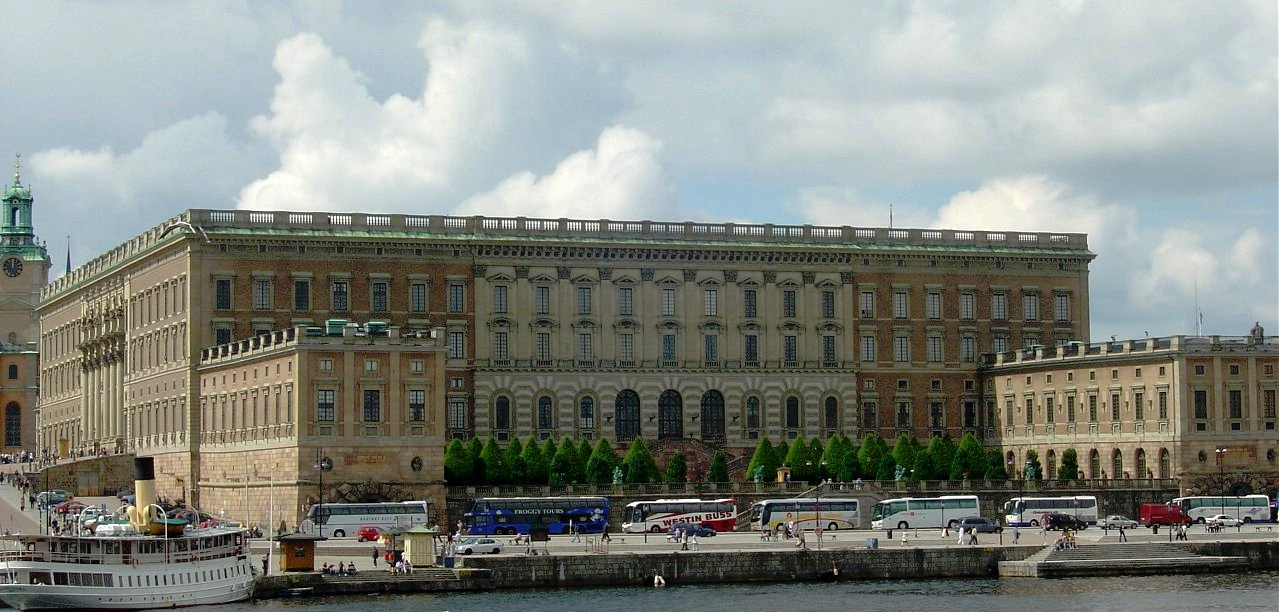
El Palau davant del llac Mälaren.

El palau reial d'Estocolm (suec: Stockholms slott) és la residència oficial del rei de Suècia, situada a la ciutat vella d'Estocolm (Gamla Stan). S'hi troba el despatx personal del rei, així com el de d'altres membres de la família. Tanmateix, el rei i la seva família no resideixen en aquest palau, sinó a Drottningholm.

## Història
El primer edifici del palau va ser una fortalesa construïda al segle xiii per Birger Jarl per tal de protegir l'entrada del llac Mälaren. Al final del segle xvi, sota el regnat de Joan III de Suècia, el castell va ser transformat en un palau d'estil renaixentista. El 1690, Carles XI va decidir transformar-lo en un palau d'estil barroc. Els treballs es van estendre de 1692 a 1760. Interromputs el 1697 per un gran incendi a l'ala nord, es van reprendre sota la direcció de l'arquitecte Nicodemus Tessin el Jove.

## El palau

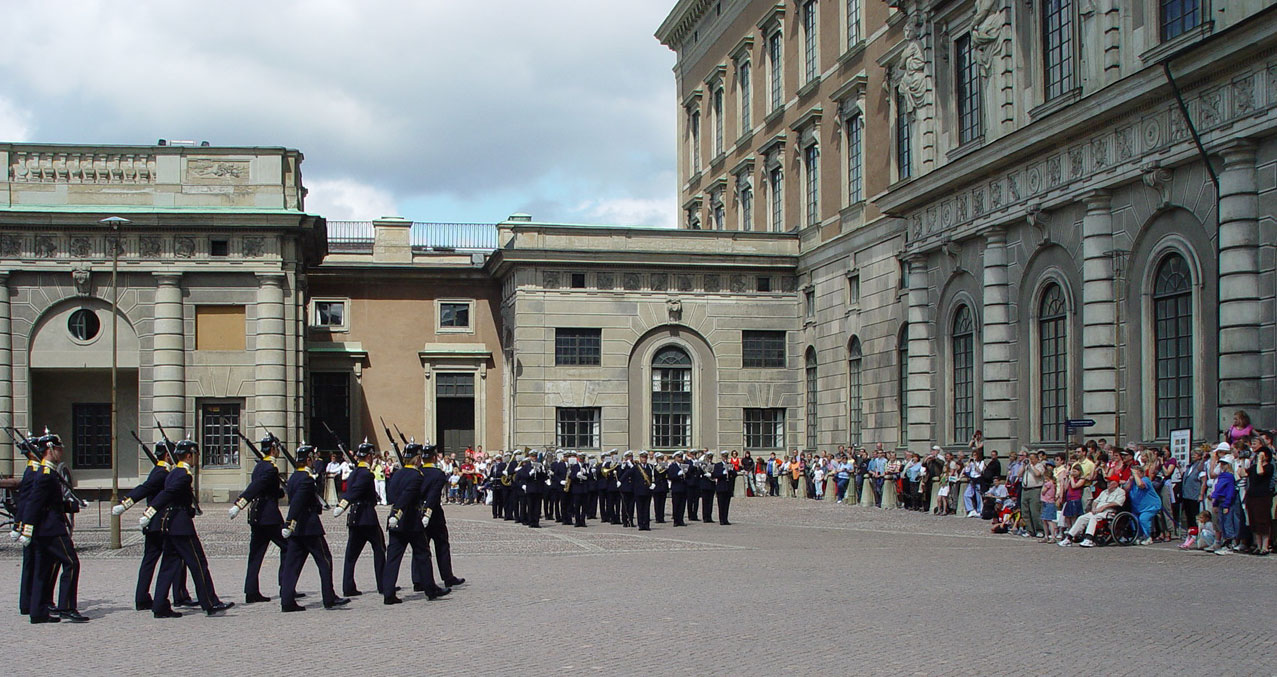
El canvi de guàrdia

Compost de 609 habitacions, el palau reial fa 115 metres d'est a oest i 120 metres de nord a sud. A aquesta construcció principal s'hi van afegir quatre ales de 48 metres de longitud, tret de l'ala sud-oest que només en fa 11.
El relleu quotidià de la guàrdia reial, que s'efectua davant el palau, és una escena molt preuada dels turistes. El palau està en part obert al públic.